# Gustaf Erik Frölich
Gustaf Erik Frölich, född den 18 mars 1792 i Stockholm, död den 9 april 1860 i Nyköping, var en svensk greve, militär och ämbetsman. Han var son till David Gustaf Frölich och gift med Augusta Taube.

## Biografi
Frölich blev kadett vid Karlberg 1805, kornett vid Skånska husarregementet 1808 och löjtnant där 1813. Han blev ryttmästare i generalstaben 1817 och vid regementet 1819. Samma år blev Frölich även kavaljer hos kronprinsen. Han blev major i armén 1823 och kammarherre hos kungen med tjänstgöring hos kronprinsen samma år. Frölich blev överstelöjtnant vid livbeväringsregementet 1824 och hovstallmästare 1825. Han blev överstelöjtnant vid Södra skånska infanteriregementet sistnämnda år och tjänstgörande hovmarskalk hos kronprinsen 1827. Frölich var landshövding i Södermanlands län 1833-1858. Han var underceremonimästare vid Kunglig Majestäts Orden 1823-1832. Frölich blev riddare av Nordstjärneorden 1823, av Dannebrogsorden 1824 och av Svärdsorden 1827. Han blev kommendör av Nordstjärneorden 1843 och kommendör med stora korset av samma orden 1844.